# ヴォロディームィル・リセンコ
ヴォロディームィル・ヴォロディームィロヴィチ・リーセンコ（ウクライナ語: Володимир Володимирович Лисенко, ラテン文字表記: Volodymyr Volodymyrovych Lysenko, 1988年4月20日 - ）は、ソビエト連邦（現ウクライナ）・キーウ出身の元サッカー選手。現役時代のポジションはFW。

## 経歴
ウクライナのFCディナモ・キーウのユースチームに所属し、2004年にトップチームに昇格。2008年にFCアルセナル・キーウにレンタル移籍。2009年7月22日、FCメタリスト・ハルキウに移籍した。
2017年2月10日、ウクライナ・ファーストリーグ（ウクライナ2部）のSFKデスナ・チェルニーヒウに加入することが発表された。

## タイトル
ディナモ・キーウ
- ウクライナ・プレミアリーグ : 2006-07
- ウクライナ・カップ : 2006-07
- ウクライナ・スーパーカップ : 2007